# Dineutus sublineatus
Dineutus sublineatus là một loài bọ cánh cứng trong họ van Gyrinidae. Loài này được Chevrolat miêu tả khoa học năm 1833.